# Estany de Naorte
L’estany de Naorte és un llac glacial que es troba a la vall de Cardós, en un indret conegut com la clotada de Naorte, en el vessant oriental de la serra Marinera. Està situat a 2.150 metres d'altitud, i la seva superfície és de 3,92 hectàrees. Pertany al terme municipal de Lladorre, a la comarca del Pallars Sobirà. L'estany està situat dintre del Parc Natural de l'Alt Pirineu.
En l'estany neix el riu de Naorte, el qual desemboca per la dreta al riu de Certascan, nom que rep el riu Noguera de Cardós a la seva capçalera.